# 材料費
材料費（ざいりょうひ、materials cost）とは、製造原価のうち、材料の経済価値を消費することで生じる原価をいう。簿記の勘定科目としては、『材料』である。

## 分類
材料費は、材料が製品製造のために消費された際に、その製品の主たる実体を構成する場合は直接材料費に分類する。これに対して、その製品の実体を構成するが金額的に重要でないか、または製品別の消費額の算定が困難な材料、あるいは、製品の実体を構成しない材料を間接材料費に分類する。
原価計算基準では、直接材料費と間接材料費を次のように分類している。
| 直接材料費 | 主要材料費（原料費） |
| 直接材料費 | 買入部品費           |
| 間接材料費 | 補助材料費           |
| 間接材料費 | 工場消耗品費         |
| 間接材料費 | 消耗工具器具備品費   |

- 主要材料費（原料費）
製品の主たる実体を構成する材料の原価。クルマや船舶に使用する鋼板や衣類の生地など
- 買入部品費
外部から購入してそのまま取り付ける部品。クルマのタイヤ、衣類のファスナーなど。
- 補助材料費
製品の主たる実体を構成しない間接材料だが、金額的に重要であるため、受払記録をつけて管理している材料
- 工場消耗品費
金額的にも重要でない間接材料。糸、油、電球、石鹸など
- 消耗工具器具備品費
固定資産として処理する必要のない工具、器具、備品など

（10万円以上・耐用年数1年以上の工具、器具、備品は工具器具備品を参照）

## 原価構成図
| 総原価 | 製造原価 | 製造直接費 | 直接材料費 |
| 総原価 | 製造原価 | 製造直接費 | 直接労務費 |
| 総原価 | 製造原価 | 製造直接費 | 直接経費   |
| 総原価 | 製造原価 | 製造間接費 | 間接材料費 |
| 総原価 | 製造原価 | 製造間接費 | 間接労務費 |
| 総原価 | 製造原価 | 製造間接費 | 間接経費   |
| 総原価 | 営業費   | 販売費     | 販売費     |
| 総原価 | 営業費   | 一般管理費 |            |

## 参考
- 原価計算基準 - 費目別計算における原価要素の分類
- 原価計算基準 - 材料費計算